# Mikkel Beck
Mikkel Venge Beck (Aarhus, 12 mei 1973) is een Deens voormalig betaald voetballer die bij voorkeur centraal in de aanval speelde. In Engeland was Beck met Middlesbrough en Derby County actief in de Premier League. Beck speelde 19 interlands in het Deens voetbalelftal en nam deel aan Euro 1996 en Euro 2000.

## Clubcarrière

### Fortuna Köln en Middlesbrough
In 1996 maakte een breder publiek kennis met Beck, toen hij, gebruikmakend van het Bosman-arrest, voor Premier League-club Middlesbrough tekende na uitstekende prestaties in Duitsland met Fortuna Köln. Beck scoorde bij Fortuna Köln tussen 1993 en 1996 namelijk 26 doelpunten uit 79 wedstrijden. In 1992 debuteerde hij als betaald voetballer bij Boldklubben 1909 uit Odense. Het Duitse gerecht oordeelde dat Beck naar Engeland mocht vertrekken. Köln had namelijk een klacht ingediend omdat Beck beroep had gedaan op het Bosman-arrest voor een vrije transfer. Köln poogde om de onderhandelingen te stoppen en de transfer te blokkeren.

#### Euro 1996
Door zijn prestaties bij Fortuna Köln kwam Beck ook in aanmerking voor selectie voor het Deens voetbalelftal. In 1996 nam Beck deel aan EURO 1996 in Engeland. Het Deens elftal bestond nog steeds uit grote internationale namen zoals daar waren aanvoerder Michael Laudrup, diens broer Brian Laudrup, Lars Olsen, Peter Schmeichel en Kim Vilfort. Die laatste vier werden sprookjesachtig Europees kampioen in 1992 te Zweden.
Denemarken kon zijn titel niet verdedigen en was uitgeschakeld na de groepsfase. Een sterke groep met Portugal, Kroatië (geplaatst voor knock-outfase) en Turkije werd de Denen fataal.

#### Na Euro 1996
Beck wist op clubniveau zijn niveau door te trekken en werd een belangrijke speler voor Boro. In drie seizoenen bij Middlesbrough, waarvan twee in de Premier League (1996–1997 en 1998–1999), scoorde hij 24 competitiedoelpunten. Beck en Boro verloren de finale van de FA Cup tegen Chelsea in 1997. Ook de League Cup-finale ging dat seizoen verloren tegen Leicester City na het afwerken van een replay.

### Derby County
In maart 1999, toen dat nog reglementair was, verruilde hij Middlesbrough voor toenmalig eersteklasser Derby County. Derby betaalde £ 500.000,- voor Beck aan Middlesbrough. Memorabel voor de club was zijn late gelijkmaker tegen Southampton in oktober 1999 (3–3), waarbij de toen recent aangekochte Beck het vel van Derby redde in de strijd om degradatie vroeg op het seizoen. Derby werd uiteindelijk zestiende en handhaafde zich in de Premier League. In november 1999 werd hij voor twee maanden uitgeleend aan Nottingham Forest, maar Derby floot hem terug doordat de meeste aanvallers geblesseerd waren uitgevallen. In februari 2000 verhuurde Derby hem aan Queens Park Rangers voor de periode van drie maanden. De reden waarom Beck werd verhuurd was omdat hij niet langer enig uitzicht op speelkansen had vanwege de epische intrede van Branko Strupar, de gewezen Belgische aanvaller en Gouden Schoen van KRC Genk. Beck lag niet langer in de bovenste schuif onder toenmalig Derby-coach Jim Smith.

#### Euro 2000
Beck werd door Derby County nog een aan een derde club uitgeleend, het Deense Aalborg BK. In de zomer van 2000 mocht Beck mee naar EURO 2000 in Nederland en België. Echter stond Beck destijds in de schaduw van Jon Dahl Tomasson en was hij slechts luxe-invaller voor de Denen. Denemarken sprokkelde geen punten in Groep D met groepswinnaar Nederland en latere winnaar Frankrijk.
Beck moest met zijn land naar huis na de groepsfase.

### Lille OSC
De Franse eersteklasser Lille OSC nam hem in 2000 over van Derby County voor een bedrag van £ 500.000,-, hetzelfde bedrag dat Derby een jaar eerder voor hem op tafel legde.

### Aalborg BK
Beck speelde tot en met 2002 voor Lille, waarna hij voor het allerlaatste stadium van zijn loopbaan terug naar Denemarken verhuisde. Fysiek ging het bergafwaarts. Een amper 29-jarige Beck beëindigde zijn professionele voetbalcarrière bij Aalborg BK in 2002, op uitleenbasis van Lille. Zijn vroeg pensioen was te wijten aan blessures.